# Гораванские пески
Государственный заказник «Гораванские пески» — особо охраняемая природная территория в Армении.

## История
Заказник был создан в 1959 г. постановлением Совмина АССР № 20 от 29 января 1959 г. на территории в 200 га.
Он расположен в юго-западной части сельской общины Гораван Араратской области на склонах Араратской котловины на высоте 920—980 м. Устав государственного заказника «Гораванские пески» и размеры угодий были утверждены решением Правительства РА N 975-Նот 25 января 2007 г. «О создании государственного заказника „Хор Вирап“ и внесении изменений и дополнений в закон РА N 925-Ն от 30 мая 2002 г.» Согласно данному решению государственный заказник «Гораванские пески» без изменения статуса государственного заказника был передан в ведение государственной некоммерческой организации "Государственный заказник «Хосровский лес» Министерства охраны природы РА с целью наиболее эффективной организации работ по охране и восстановлению. Решением Правительства N 324-Ն от 31 марта 2011 г. утверждены границы и схема плана государственного заказника «Гораванские пески». В настоящее время заказник занимает территорию в 95,99 га.

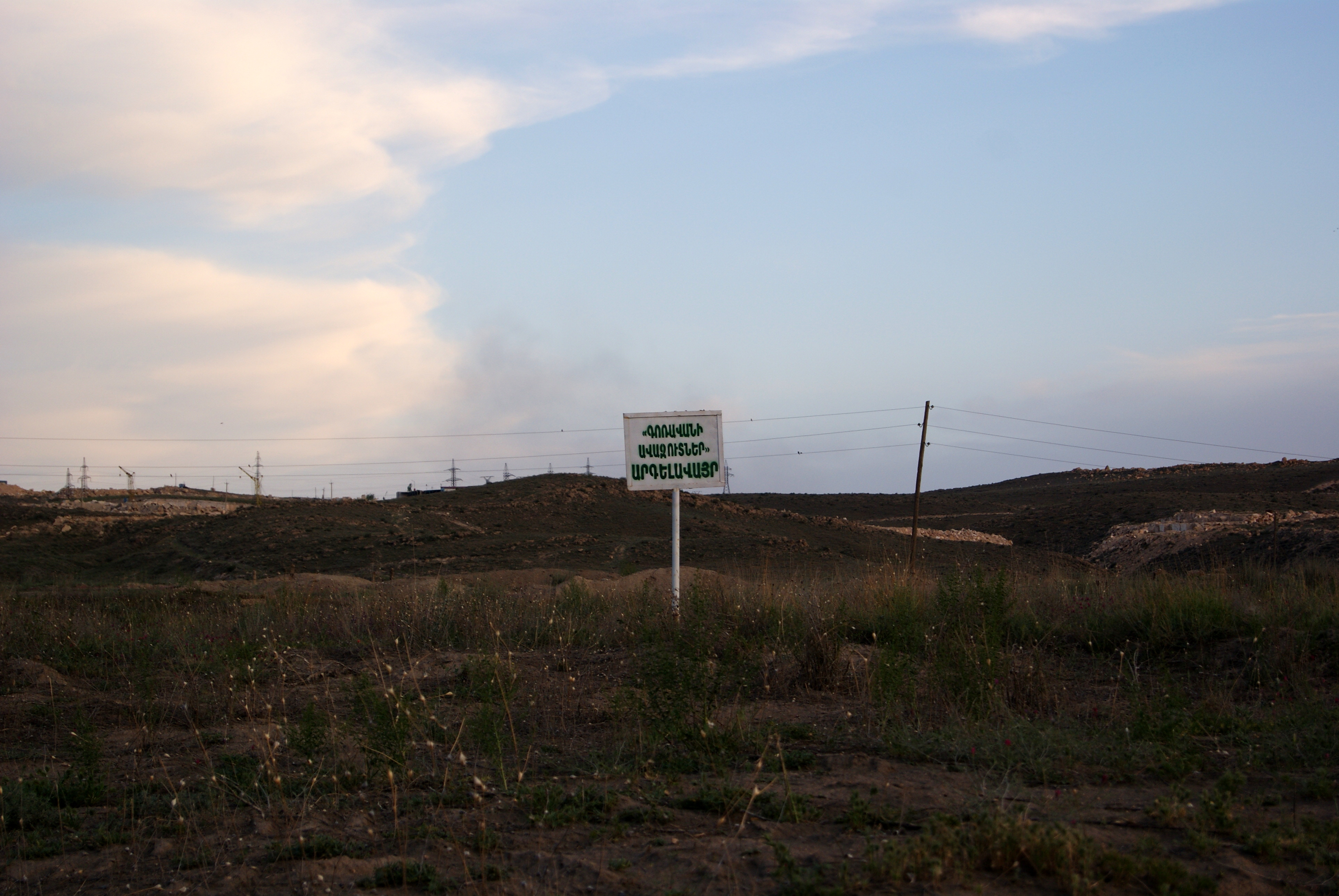
Государственный заказник «Гораванские пески»

## Расположение
Заказник расположен в зоне реликтовых аллювальных почв на северо-западных склонах Урцского хребта Араратской долины. С целью ограничения или запрещения хозяйственной деятельности, негативно влияющей на заказник, вокруг заказника очерчена линия шириной в 100 м, указывающая на то, что территория является зоной охраны. Объектом защиты государственного заказника «Гораванские пески» является единственная в Закавказье целостная экосистема джузгуна (Calligonum polygonoides) с эндемическими, редкими и исчезающими видами своеобразной флоры и фауны, присущей зоне сыпучих песков. Территория относится к Ереванскому флористическому району Армении. Основной тип растительности заказника — песчаная джузгуновая пустыня. Это единственное место на Малом Кавказе, где представлены джузгуновые сообщества, являющиеся редкостью для Кавказа. Заказник является территорией Ереванского флористического района, наиболее богатой редкими видами, и занимает первое место в Армении по количеству редких и исчезающих видов сосудистых растений.

## Флора

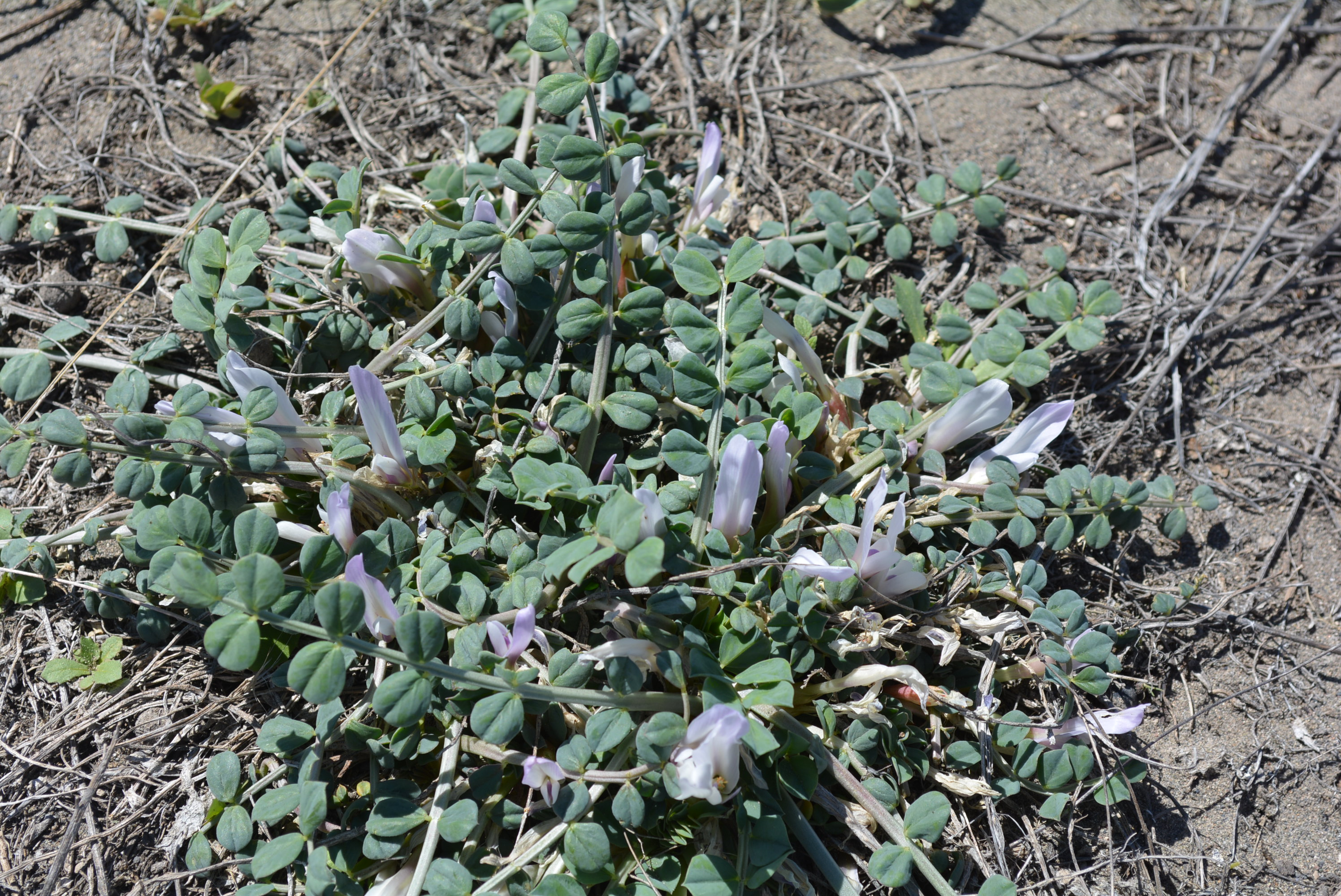
Астрагал странный

На территории заказника растёт 162 вида сосудистых растений, 11 видов которых внесены в Красную книгу Армении.
К видам, внесённым в Красную книгу Армении, относятся джузгун (Calligonum polygonoides), астрагал странный (Astragalus paradoxus), астрагал Массальского (Astragalus massalskyi), астрагал Шелковникова (Astragalus schelkovnikovii), гвоздика ливанская (Dianthus libanotis), ринопеталюм горбатый (Rhinopetalum gibbosum), солянка Тамамшян (Salsola tamamschjanae), коровяк голостебельный (Verbascum nudicaule), скорцонера горованская (Scorzonera gorovanica), катран армянский (Crambe armena) и др.
К эндемикам относятся акантолимон араксинский (Acantholimon araxanum), астрагал цельнолистный (Astragalus holophyllus) и другие виды.
Астрагал странный (Astragalus paradoxus) — вид, находящийся под угрозой исчезновения. Произрастает в нижней зоне гор на высоте 800—1000 м над уровнем моря в песчаной местности — в пустынях и полупустынях. Цветёт в апреле-мае, плодоносит — в мае-июне.

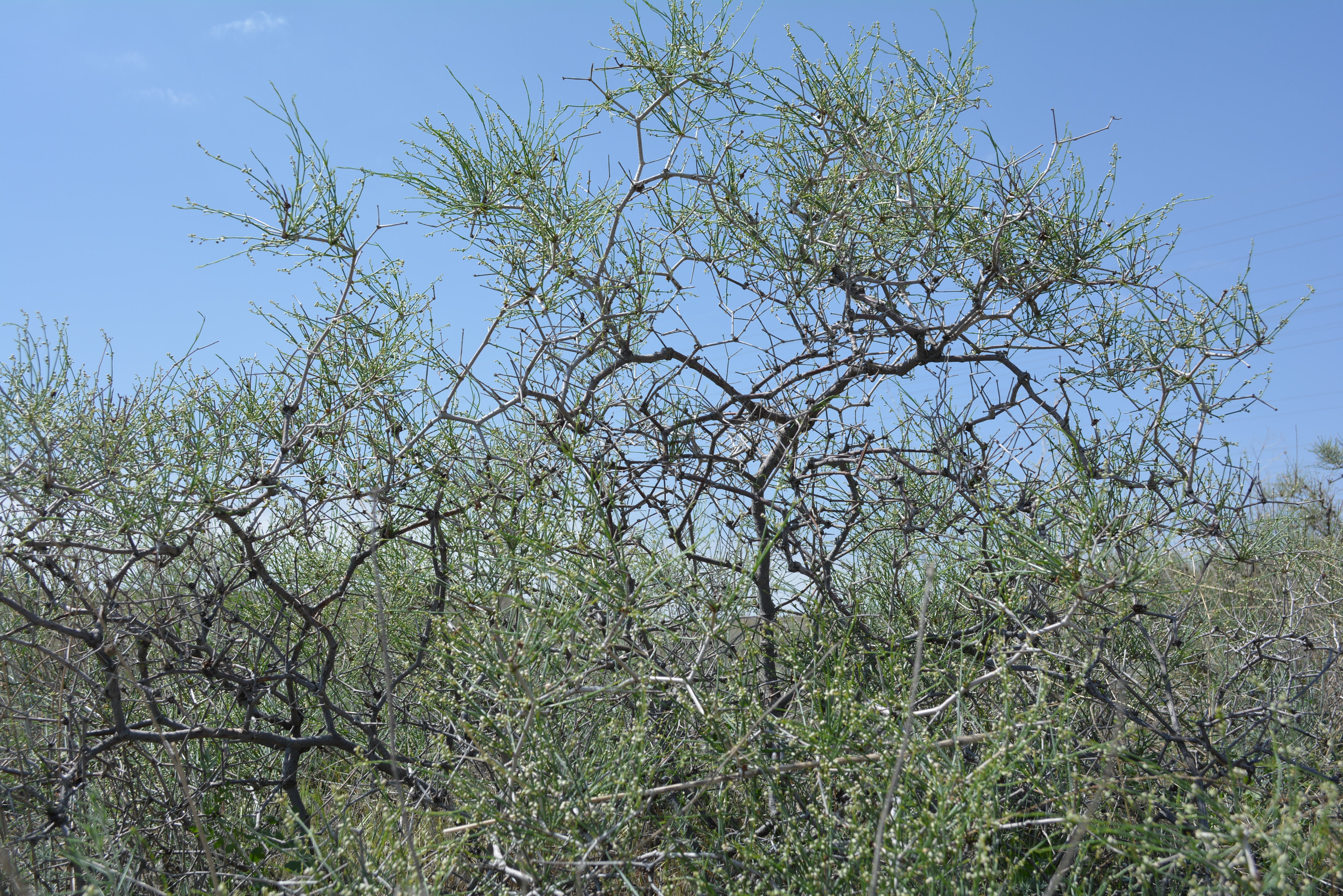
Джузгун

Джузгун (Calligonum polygonoides) — вид, находящийся в критическом состоянии. Куст высотой до 1, 5 м. В Армении встречается лишь на территории заказника. Произрастает в нижней зоне гор, на высоте 850—950 м над уровнем моря в песчаной пустыне. Цветёт в мае, плодоносит в июне.
Скорцонера горованская (Scorzonera gorovanica) — вид, находящийся под угрозой. Южно-закавказский эндемик. Произрастает в нижней и средней зоне гор на высоте 800—1400 м над уровнем моря на сухих каменистых и покрытых травой склонах в трагакантовых сообществах в полупустыне и песчаной пустыне. Цветёт в июне-июле, плодоносит в июле- сентябре.
Катран армянский (Crambe armena) — вид, находящийся в критическом состоянии. Южно-закавказский эндемик. В Армении встречается в Ереванском (окрестности села Гораван) и Ширакском (окрестности села Арег) флористическом районах. Произрастает в нижней зоне гор на высоте 800—1200 м над уровнем моря. Цветёт в мае, плодоносит в июне-июле.
Смолёвка песчаная (Silene arenosa) — вид, находящийся в критическом состоянии. Вид, внесённый в Красную книгу Армении. Произрастает в нижней зоне гор на высоте 800—900 м над уровнем моря. Цветёт в мае, плодоносит в мае-июне.
Солянка Тамамшян (Salsola tamamschjanae) — вид, находящийся под угрозой исчезновения. В Армении встречается только в Ереванском флористическом районе. Произрастает в нижней зоне гор на высоте 700—1000 м над уровнем моря в пустыне и полупустыне на песчаных почвах на красных гипсоносных глинах третичного периода. Цветёт в июле-сентябре, плодоносит в сентябре-ноябре.
Коровяк голостебельный (Verbascum nudicaule) -вид, находящийся под угрозой. Произрастает в нижней зоне гор на высоте 700—1000 м над уровнем моря на сухих каменистых склонах в полупустыне, песчаной пустыне. Цветёт в июне, плодоносит в июле. Внесён в Красную книгу Армении.
К видам растений, произрастающих на территории заказника, относятся также разные виды верблюжьей колючки обыкновенной (Alhagi pseudalhagi), котовника Мейера (Nepeta meyeri), Курчавка колючая (Atraphaxis spinose L), мака (Papaver), молочая (Euphorbia), котовника (Nepeta), аллисума (Alyssum) и других видов растений.

## Фауна
Количество видов позвоночных в заказнике достигает 33-х, из которых 9 занесены в Красную книгу Армении. Из числа позвоночных животных, занесённых в Красную книгу, здесь встречаются армянская песчанка (Meriones dahli), ушастый ёж (Erinaceus (Hemiechinus) auritus), пустынный снегирь (Rhodopechys githaginea), монгольский снегирь (Rhodopechys mongolica), средиземноморская черепаха (Testudo graeca), закавказская ящурка (Eremias pleskei), закавказская такырная круглоголовка (Phrynocephalus horvathi), длинноногий сцинк (Eumeces schneideri) и другие.
Средиземноморская черепаха занесена в Красную книгу Армении и в Красный Список Международного союза охраны природы. Активна с апреля до середины ноября. Зимует, как правило, в норах лис и барсуков. Питается сочными травянистыми растениями и небольшим количеством беспозвоночных. Спаривание — в апреле-мае. С июня в течение сезона откладывает яйца три раза, пряча яйца в яму, выкопанную в земле (2-8 яиц). Инкубация — 2-3 месяца.
Ушастый ёж — редко встречающийся вид. Внесён в Красную книгу Армении. Сумеречное животное. Питается в основном беспозвоночными (дождевые черви, жуки, сверчкообразные), а также ящерицами, реже — мелкими грызунами и птенцами мелких птиц. Период размножения длинный. Беременные самки и новорождённые встречаются с ранней весны до середины лета. Рождается от 1 до 7 слепых и голых детенышей. Зимой впадают в спячку.
Фауна беспозвоночных в государственном заказнике «Гораванские пески» составляет около 700 видов. Из наиболее хорошо изученных классифицированных групп количество видов мягкотелых (Mollusca) составляет 7; из насекомых жуков (Coleoptera) — около 200, прямокрылых (Orhtoptera) — 28 и дневных бабочек (Lepidoptera-Rhopalocera) — 18 видов. На данной территории известны являющиеся эндемиками для Армении 12 видов жуков, в том числе хлебный жук Рейтера (Anisoplia reitterian Sem.), кавказский фараон (Pharaonu scaucasicus Rtt.), кавказский (Glaphyrus caucasicus Rtt), ведический (Tanyproctus vedicus Kalashian) и араксский (Tanyproctus araxidis Rtt.) навозные жуки, араксский щелкун (Cardiophorus araxicola Khnz.), ведический золотой жук (Sphenoptera vediensis Kalashian), золотой жук Хндзоряна (Sph.Khnzoriani Kalashian), араксская узкозлатка (Agrilus araxenus Khnz.), пыльцеед Рябова(Mycetocharina rjaboviKhnz.), чернотелка Семёнова (CyphostethasemenoviRtt).
Благодаря особенному флористическому многообразию и представленности редких и исчезающих видов растений и животных заказник с точки зрения охраны флоры и фауны Армении является объектом особой важности.